# Thagria damenglongensis
Thagria damenglongensis är en insektsart som beskrevs av Zhang 1994. Thagria damenglongensis ingår i släktet Thagria och familjen dvärgstritar. Inga underarter finns listade i Catalogue of Life.